# Naissance en 1247
Naissance
- 1243
- 1244
- 1245
- 1246
- 1247
- 1248
- 1249
- 1250
- 1251

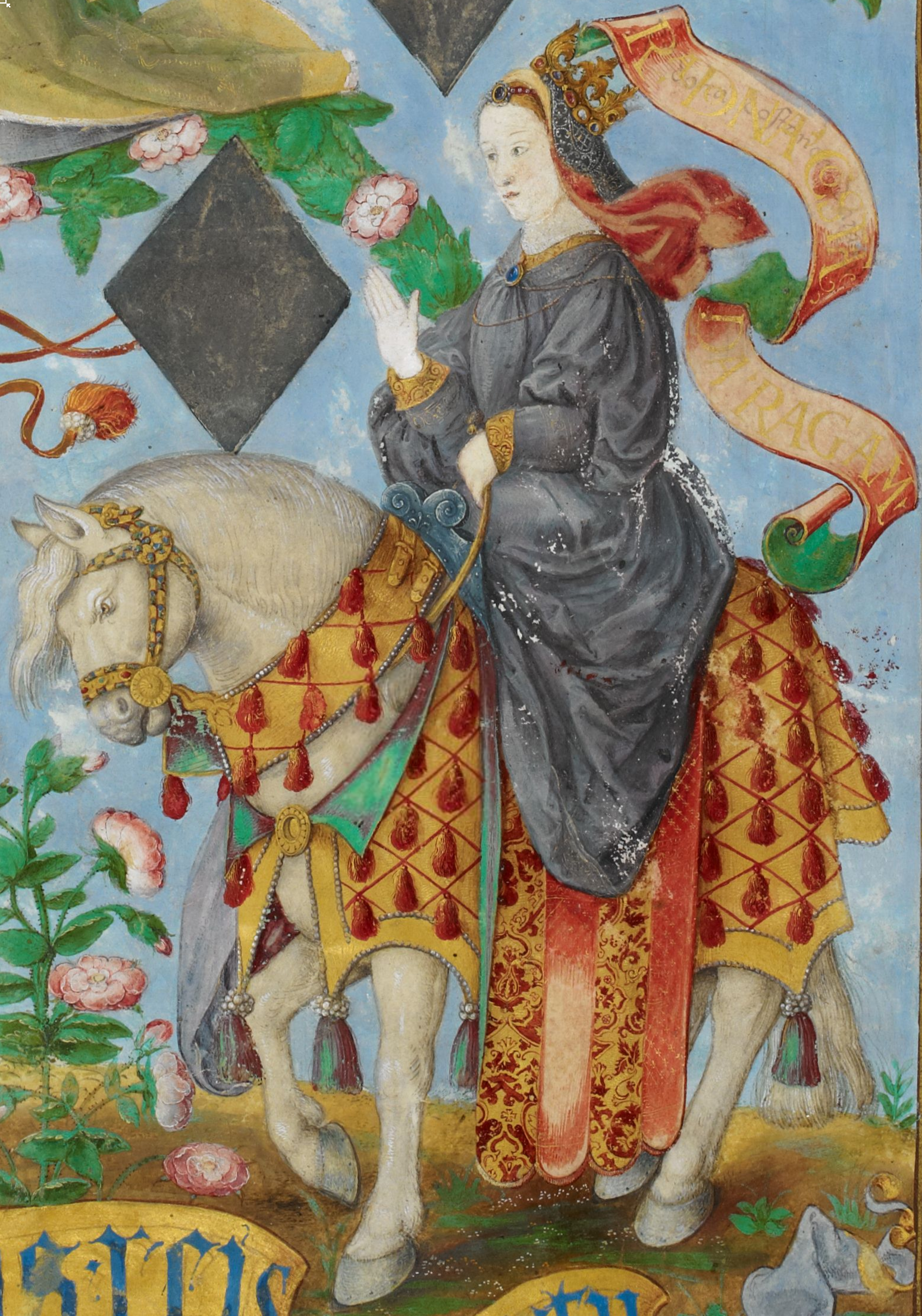
Constance de Hohenstaufen, née en 1247.

Cette page dresse une liste de personnalités nées au cours de l'année 1247 :
- décembre : Yolande de Bourgogne, comtesse de Nevers.

- Rashid al-Din, homme d'État persan, historien et écrivain.
- Constance de Hohenstaufen, ou Constance II de Sicile, appelée aussi Constance de Souabe, reine consort de la couronne d'Aragon, petite-fille de l'empereur Frédéric II du Saint-Empire.
- Gilles de Rome, théologien et philosophe italien.
- Isabelle de Luxembourg,  Marquise de Namur.
- Isabelle d'Aragon, reine de France.
- Jean de Montecorvino, franciscain, fondateur de la mission catholique de Chine.
- Marguerite de Cortone, franciscaine du Tiers-Ordre.
- Othon Ier de Nassau, co-comte de Nassau, comte de Nassau-Siegen, de Nassau-Dillenbourg, de Nassau-Beilstein et de Nassau-Ginsberg.
- Obizzo II d'Este, condottiere italien membre de la Maison D'Este, marquis de Ferrare et de la Marche d'Ancône.
- Takatsukasa Mototada, noble de cour (kugyō) de l'époque de Kamakura.

## Crédit d'auteurs
- Cet article est partiellement ou en totalité issu de l'article intitulé « 1247 » (voir la liste des auteurs).